# فهرست والیان مغول در طبرستان
پس از حمله مغول به ایران حاکم ایران، محمد خوارزمشاه، به همراه اهل بیتش به طبرستان گریخت و پس از مدتی سراسر ایران و همچنین منطقه طبرستان توسط مغولان فتح شد.
سلسله ایلخانان توسط مغولان فاتح در ایران تأسیس گشت که ضمن دادن خودمختاری به برخی از دودمان‌های قدیمی طبرستان، مانند پادوسپانیان، بر شهرهای مرکزی این ناحیه والیانی گماشت.
در این میان امرای کبودجامه، که در حمله مغول به ایران از حامیان مهاجمین مغول بودند، سهم بسزایی در داشتند.

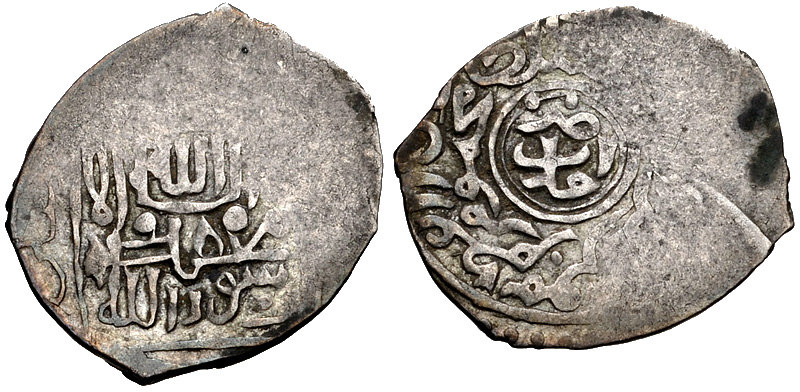
سکه تیمور ضرب شده در آمل

پس از سقوط ایلخانان و برآمدن دوران ملوک‌الطوایفی در ایران حکومت مرعشیان استقلال یافت که توسط امیر تیمور گورکانی، از خاندان مغولان، از بین رفت و تیموریان نیز والیانی بر طبرستان اختیار کردند که از آن جمله اسکندر شیخی، بازمانده چلاویان، را می‌توان نام برد.
پس از مرگ امیر تیمور مرعشیان به طبرستان بازگشتند و حکومت بر منطقه را به صورت دست‌نشانده تیموریان ادامه دادند و حکومت مرعشیان از یک سو و پادوسپانیان از سوی دیگر تا دوره صفویان و فرمانروایی شاه عباس کبیر ادامه پیدا کرد.

## فهرست افراد
| مغولان و ایلخانان   |                 |                                                                                           |
| جورماغون            | ۶۱۷ هجری        |                                                                                           |
| جنتمور              | ۶۳۰ تا ۶۳۳ هجری | نصرت‌الدین کبودجامه، از خاندان‌های محلی شرق طبرستان، را به حکومت کبودجامه و استرآباد گماشت. |
| نوسال               | ۶۳۳ تا ۶۳۷ هجری |                                                                                           |
| گور گوز             | ۶۳۷ تا ۶۴۳ هجری |                                                                                           |
| ارغون               | ۶۴۳ هجری        |                                                                                           |
| عمادالدین محمود     |                 |                                                                                           |
| هلاکو               | ۶۵۴ هجری        | حاکم سراسر ایران گشت                                                                      |
| امیرمؤمنین          |                 |                                                                                           |
| تیموریان            |                 |                                                                                           |
| اسکندر شیخی         | ۷۹۵ تا ۸۰۵ هجری | وی فرزند کیا افراسیاب چلاوی بود. فقط در آمل حکومت یافت.                                   |
| جمشید بن غارن غوری  | ۷۹۵ تا ۸۰۵ هجری | حاکم ساری بود                                                                             |
| شمس‌الدین غوری جمشید | ۸۰۵ تا ۸۰۹ هجری | حاکم ساری بود                                                                             |

## در گرگان و استرآباد
استراباد در هجوم مغول آسیب بسیار دید و جنتمور، والی مغولان خراسان و مازندران، در ۶۳۰ قمری نصرت‌الدین کبودجامه را حاکم نواحی کبودجامه و استرآباد قرار داد  به گفتهٔ عطاملک جوینی، استراباد و شهرهای دیگر این ناحیه توسط اسماعیلیان ویران شدند
استراباد در دورهٔ ایلخانان محل درگیری امیران و پسران طارغون خان بود با گسترش سربداران در جنگی که در ۷۴۳ قمری میان وجیه‌الدین مسعود و برادر طغاتیمور (حاکم ایلخان جرجان) روی داد، استراباد مدتی کوتاه به دست امیر مسعود افتاد  در دورهٔ یحیی کرابی سربداران دوباره به این شهر حمله کردند  و طغاتیمور که به ترفند می‌خواست سران سربدار را در مجلسی به قتل برساند، خود به نیرنگ گرفتار شد و در ۷۵۳ یا ۷۵۴ قمری در نزدیکی استرآباد کشته شد
پس از مرگ طغاتیمور امیر ولی استرآبادی پسر شیخ علی هندو (حاکم استراباد) به شهر نسا گریخت و پس از گردآوری سپاه بر پهلوان علی بلقندر، حاکم سربداری استراباد، هجوم آورد و شهر را تصرف کرد
با آغاز منازعه میان مرعشیان و امیرولی در ۷۸۱ قمری در کشمکشی شهر به تصرف مرعشیان درآمد اما با قدرت گرفتن تیمور در ماوراءالنهر آنان با امیرولی صلح کردند و استراباد را به او واگذاردند. امیر تیمور در ۷۸۶ ق استراباد را به تصرف درآورد و لقمان پسر طغاتیمور را که پیش تر از سوی امیر ولی بر کنار شده بود، بار دیگر به حکومت استراباد نشاند این حکومت سپس به پسر لقمان یعنی پیرک رسید تمردهای پیرک سبب شد تا شاهرخ در ۸۰۹ یا ۸۱۰ ق به استراباد هجوم برد و حکمرانی آنجا را به میرزا عمر بسپارد 
میرزا عمر، و پس از او سلطان علی بیک پسر پیرک که هر یک از سوی شاهرخ به حکومت استرآباد رسیده بودند بر ضد وی شوریدند و سرانجام سرکوب شدند.، تا آنکه شاهرخ یکی از نزدیکان خود به نام میرزالغ بیک را به حکومت استرآباد گماشت  در نزاع‌های خانوادگی پس از مرگ شاهرخ، بارها استرآباد محل کشمکش بوده‌است  در ۸۵۵ میان دو فرزند بایسنقر یعنی میرزا سلطان محمد و میرزا ابوالقاسم بابر بر سر حاکمیت استراباد در نزدیکی آن شهر جنگی درگرفت که به کشته شدن سلطان محمد انجامید و شهر به تصرف بابر درآمد 
درگیری شاهزادگان تیموری پس از مرگ بابر بر سر حاکمیت استرآباد ادامه یافت  و منجر به مداخلیهٔ نظامی قراقویونلوها شد که یا به تحریک امرای مازندران  یا به خواستهٔ بابا حسن حاکم استراباد بوده‌است.
در ۸۶۲ ق میان جهانشاه قراقویونلو و سلطان ابوسعید پیمان صلحی منعقد شد و حکومت استراباد به تیموریان بازگردانده شد  پس از مرگ ابوسعید در ۸۷۳ هجری، استراباد نیز در ۸۷۴ ق به تصرف سلطان حسین بایقرا درآمد  وی مدتی حکومت استراباد را به علیشیر نوایی واگذارد  و اندکی بعد پسر خود بدیع الزمان را به حکومت آن شهر گماشت  پس از برکناری بدیع الزمان درگیری‌هایی میان بازماندگان سلطان حسین بر سر حکومت استراباد درگرفت 
با پایان یافتن حکومت امیران تیموری در خراسان، استراباد نیز به تصرف لشکریان شیبک خان ازبک درآمد ، و پس از شکست ازبک‌ها در برابر صفویان استرآباد جزئی از خاک مملکت متحد شدهٔ ایران گشت.